# Cahn-Ingold-Prelog-Konvention

Beispiel für die Anwendung der CIP-Konvention: die Substituenten werden nach ihrer Priorität geordnet, der Substituent niedrigster Priorität wird unter die Bildebene gedreht, die Richtung der Kreisbewegung an den Substituenten entlang definiert die absolute Konfiguration.

Die Cahn-Ingold-Prelog-Konvention (kurz: CIP-Konvention oder (RS)-System) dient zur eindeutigen Beschreibung der räumlichen Anordnung der unterschiedlichen Substituenten an Atomen oder an Doppelbindungen. Die CIP-Konvention wurde 1966 von Robert Sidney Cahn, Christopher Kelk Ingold und dem Schweizer Nobelpreisträger Vladimir Prelog vorgeschlagen und 1982 von Vladimir Prelog und Günter Helmchen überarbeitet.
Zweck der CIP-Nomenklatur ist:
- die Bestimmung der absoluten Konfiguration [(R)- oder (S)-Deskriptor] der Substituenten am Stereozentrum eines Moleküls mit Chiralitätszentren
- die Bestimmung der geometrischen Anordnung [(E)- oder (Z)-Notation] – auch (E)- oder (Z)-Deskriptor – der Substituenten an der Doppelbindung eines cis-trans-Isomers
- die Bestimmung der Anordnung [(RA)- oder (SA)-Deskriptor] an kumulierten Doppelbindungen (siehe Allene)

Komplexe Moleküle mit mehreren Stereozentren und/oder mehreren Doppelbindungen mit cis-trans-Isomerie können in ihrem geometrischen Aufbau eindeutig durch dem systematischen IUPAC-Namen vorangestellte CIP-Deskriptoren benannt werden.

## Vorgehensweise bei der Bestimmung der Stereodeskriptoren an Chiralitätszentren und Pseudochiralitätszentren

### Identifizierung der Chiralitätszentren
Zuerst werden die Chiralitätszentren des Moleküls identifiziert. Ein Chiralitätszentrum ist ein Atom, das vier verschiedene Substituenten trägt. An den meisten Molekülen finden sich Stereozentren an Kohlenstoffatomen. Sie können aber auch an Stickstoff-, Schwefel-, Silicium- oder Phosphoratomen auftreten. Als Substituenten zählen Atome, Atomgruppen oder freie Elektronenpaare. Man markiert die Stereozentren in der Strukturformel durch Sternchen. Jedes Chiralitätszentrum wird einzeln betrachtet.

### Priorisierung der Substituenten
Es werden die ersten Atome der Substituenten unmittelbar am Chiralitätszentrum betrachtet. Ziel ist es, den 4 verschiedenen Substituenten die Prioritäten 1 (höchste)  bis 4 (niedrigste) zuzuordnen, dabei wird wie folgt vorgegangen:
1. Die Atome, die direkt am Chiralitätszentrum gebunden sind (man bezeichnet diese als Atome der ersten Sphäre) werden nach ihrer Ordnungs- bzw. Kernladungszahl geordnet, wobei freie Elektronenpaare die fiktive Ordnungszahl 0 und damit die niedrigste Priorität erhalten. Die übrigen Prioritäten werden von hoher nach niedriger Ordnungszahl vergeben (Priorität 1: höchste Ordnungszahl, Priorität 2: zweithöchste Ordnungszahl etc.). Sind zwei Atome verschiedene Isotope desselben Elements (z. B.: normaler Wasserstoff, Deuterium und Tritium), so hat das Isotop mit der größeren Masse außerdem auch die höhere Priorität.
2. Sind zwei oder mehr Atome identisch, werden diese einzelnen Atome durch eine Liste aller in der zweiten Sphäre an sie gebundenen Atome ersetzt, wieder in Reihenfolge der Ordnungszahl. Die Listen werden miteinander verglichen, wobei das erste unterschiedliche Atom den Ausschlag gibt. Wieder werden die Prioritäten an die Substituenten der Sphäre 1 entsprechend der Ordnungszahl (diesmal des ersten unterschiedlichen Atoms) vergeben. (Beispiel: Die Seitenkette –CH(CH3)2 hat Vorrang vor der Seitenkette –CH2CH2CH3)
3. Sind die Listen der Atome in der zweiten Sphäre identisch, werden die einzelnen Atome in dieser Sphäre durch eine Liste derer in der dritten Sphäre ersetzt, in Reihenfolge ihrer Ordnungszahlen. Es wird wieder entsprechend Punkt 2. vorgegangen.
4. Punkt 3. wird solange in der jeweils nächsten Sphäre wiederholt, bis eine Unterscheidung getroffen ist.[4]
5. Ist selbst bei Betrachtung der letzten Sphäre (dem Molekülende, oder bei Cyclen dem Ausgangsatom (s. u.)) keine Unterscheidung möglich, müssen weitere Unterscheidungskriterien in folgender Reihenfolge untersucht werden:[4]
  1. Sind im Molekül unterschiedlich konfigurierte Doppelbindungen vorhanden, so hat an erster unterschiedlicher Stelle das (Z)-Isomer höhere Priorität als das (E)-Isomer.
  2. Gleiche Deskriptorenpaare in den substituierenden Atomgruppen haben Priorität vor unterschiedlichen [beispielsweise (SS) vor (RS)].
  3. Handelt es sich um ein Pseudochiralitätszentrum, so haben (R)-konfigurierte Atomgruppen Priorität vor (S)-konfigurierten.

### Bestimmung des Deskriptors

Verteilung der Prioritäten „im Uhrzeigersinn“ oder „gegen den Uhrzeigersinn“

Der Substituent mit der niedrigsten Priorität 4 wird hinter die Bildebene gestellt. Anschließend zählt man kreisförmig um das aktive Zentrum vom Substituenten mit der Priorität 1 bis zur Priorität 3. Läuft diese Kreisbewegung rechtsherum, also im Uhrzeigersinn, so liegt eine (R)-Konfiguration vor, läuft sie linksherum (gegen den Uhrzeigersinn), so liegt eine (S)-Konfiguration vor. (R) ist die Abkürzung von lateinisch rectus (gerade) und (S) von lateinisch sinister (links).
Aus dem Uhrzeigersinn, der sich beim Abzählen der Prioritäten der Substituenten zur Festlegung der Konfiguration (R oder S) ergibt, kann nicht automatisch auf den Drehwinkel α oder die Drehrichtung [(+) oder (−)] der Polarisationsebene des linear polarisierten Lichts geschlossen werden. Beispiele:
- (S)-Alanin hat einen Drehwinkel α von + 13,0° (c=2 in 5 N Salzsäure)[5]
- (R)-Cystein hat einen Drehwinkel α von + 7,9° (c=2 in 5 N Salzsäure)[5]

### Besonderheiten

#### Doppelbindungen und konjugierte Systeme
Doppel- und Dreifachbindungen werden so behandelt, als ob das jeweilige Atom bzw. die jeweilige Gruppe doppelt bzw. dreifach vorhanden wäre (Duplikatatome). Duplikatatome besitzen konventionsgemäß keine Substituenten in der nächsten Sphäre. Dabei ist zu beachten, dass Doppelbindungen zwischen Heteroatomen mit wenigstens einem Element ab der dritten Periode konventionsgemäß als Einfachbindungen betrachtet werden (beispielsweise wird P=O als P–O interpretiert).
In konjugierten Systemen (wie Aromaten) wird anstelle des Duplikatatoms ein fiktives Duplikatatom, dessen Ordnungszahl dem Mittelwert der Ordnungszahlen der Atome entspricht, zu denen in mesomeren Grenzstrukturen Doppelbindungen gezeichnet werden können, verwendet.

#### (Carbo-)Cyclen
An Chiralitätszentren an Carbocyclen wird jeder Zweig des Rings in allen Sphären betrachtet, bis der Ausgangspunkt erreicht wird, dieser wird nur noch als Duplikatatom berücksichtigt.

Anwendung einer Zusatzregel zur Bestimmung des Stereodeskriptors in BINOL, hier: (S).

Die CIP-Regeln können auch zur eindeutigen Bestimmung der Konfiguration von Molekülen mit Chiralitätsachsen, Chiralitätsebenen oder helikalen Strukturen verwendet werden. Bei Atropisomeren wie z. b. BINOL, bei denen durch den Wegfall der {\displaystyle C_{3}}-Drehsymmetrie von einer Tetraeder-Umgebung hin zum tetragonalen Disphenoid (gestreckter Tetraeder) in der idealisierten Molekülgeometrie schon jeweils zwei unterschiedliche Substituenten ausreichen um Chiralität zu verursachen, kommt die Zusatzregel zum Tragen, dass die in der Newman-Projektion um die Chiralitätsachse die dem Betrachter näher liegenden Substituenten Vorrang vor den weiter weg liegenden haben. So erreicht man wieder eine Aufzählung bis 4 und Drehsinn ist in derselben Newman-Projektion abzulesen.

### Moleküle mit mehreren stereogenen Zentren
Wenn ein Molekül mehrere stereogene Zentren enthält, wird die Konfiguration jedes einzelnen stereogenen Zentrums angegeben und die Positionsnummer im Molekül dem Stereodeskriptor [(R) oder (S)] vorangestellt. Wenn alle Stereozentren gleiche Konfiguration aufweisen, stellt man dem Namen der Verbindung entweder „(all-R)-“ oder „(all-S)-“ voran.

### Software zur Bestimmung der absoluten Konfiguration
Eine Reihe von kommerziellen Softwarepaketen unterstützt die Bestimmung der Konfiguration von organisch-chemischen Molekülen. Unter anderem wird dies durch die chemischen Zeichenprogramme ChemDraw oder Symyx Draw unterstützt.

## Doppelbindungen: (E)- oder (Z)-Notation
| (EZ)-Nomenklatur bei Alkenen. Die CIP-Priorität der vier Substituenten ist a > b und c > d. |
|                                                                                             |
|                                                                                             |

Für Alkene und ähnliche Doppelbindungen in Molekülen wendet man den gleichen Prozess der Festlegung der CIP-Prioritäten für alle Substituenten an der Doppelbindung an. Dann wird geprüft, wie die beiden Substituenten mit der höchsten CIP-Priorität relativ zueinander an den beiden Atomen der Doppelbindung stehen. Wenn die beiden Substituenten mit der höchsten CIP-Priorität auf der gleichen Seite (= ekliptisch angeordnet) an den beiden benachbarten Atomen der Doppelbindung stehen, wird diesem Stereoisomer der CIP-Deskriptor (Z) von Zusammen zugeordnet. Stehen hingegen die beiden Substituenten mit der höchsten CIP-Priorität relativ zueinander an den beiden Atomen der Doppelbindung auf entgegengesetzter Seite (= anti-periplanar) wird diesem Stereoisomer der CIP-Deskriptor (E) von Entgegen zugeteilt.
Oft – aber nicht immer! – sind cis-Isomere zugleich (Z)-Isomere und trans-Isomere zugleich (E)-Isomere. Im Falle disubstituierter Alkene ist stets das cis-Isomer als (Z)-Isomer und das trans-Isomer als (E)-Isomer zu klassifizieren.

### Software zur Bestimmung des (E)- oder (Z)-Deskriptors
Eine Reihe von kommerziellen Softwarepaketen unterstützt die Bestimmung des
(E)- oder (Z)-Deskriptors von Alkenen und anderen Stoffgruppen mit ähnlichen Doppelbindungen, z. B. das chemische Zeichenprogramm ChemDraw.